# Hansjoachim Rosenthal
Hansjoachim Rosenthal (* 29. November 1956; † 11. März 2013 in Berlin) war ein deutscher Straftäter. Er wurde 1976 und 1988 in zwei Fällen wegen Mordes verurteilt. Der zweite Prozess fand wegen der Frage des genetischen Fingerabdrucks hohe Aufmerksamkeit.

## Leben
Rosenthal vergewaltigte und ermordete am 27. Februar 1988 die 21-jährige Bankangestellte Claudia Mrosek in der Silbersteinstraße in Berlin-Neukölln.
Eingang in die Kriminalgeschichte fand dieser Fall, weil erstmals in Deutschland mithilfe der DNA-Analyse (genetischer Fingerabdruck) ein Mörder überführt wurde. Rosenthals Anwalt, Hans-Christian Ströbele, wehrte sich vehement gegen das neue Verfahren, da er dieses als einen Eingriff in das Persönlichkeitsrecht sah. Nach dem Testergebnis gab Rosenthal vor Gericht seine Schuld zu, erklärte aber, dass es dazu gekommen sei, weil er Stimmen hörte, die ihm die Tat befahlen. Die Verteidigung plädierte daraufhin auf Schuldunfähigkeit wegen einer Persönlichkeitsspaltung. Nach Auffassung der Staatsanwaltschaft war Rosenthal jedoch strafrechtlich uneingeschränkt verantwortlich.
Rosenthal, der bereits 1976 wegen Raubmordes an der Spandauer Lokalinhaberin Helene Baron inhaftiert worden war, wurde im Dezember 1988 zu lebenslanger Freiheitsstrafe verurteilt. Aufgrund seiner Gefährlichkeit wurde zusätzlich eine Sicherungsverwahrung angeordnet.
Rosenthal erlag im März 2013 in der Haft einem Krebsleiden.